# Cavernas de Glenwood
Las Cavernas de Glenwood (en inglés: Glenwood Caverns; antes conocida como la Cueva Fairy que quiere decir Cuevas de las hadas) es un extenso sistema de cuevas situado en Glenwood Springs, en el estado de Colorado en los Estados Unidos. Las Cavernas son ahora parte del Parque de aventura Cavernas Glenwood, una popular atracción turística de Colorado. Las cuevas son accesibles por un paseo en teleférico de 4.300 pies (1.300 m), que lleva a los visitantes hasta la cima de la Montaña de Iron (Hierro). El parque ofrece una visita guiada a pie de 70 minutos para todas las edades. Las cavernas están bien iluminadas y hay senderos bien mantenidos con barandas de seguridad, pero sin ascensor o silla de ruedas. El Tour por la Cueva es de aproximadamente media milla (800 m) de longitud y cuenta con 127 escalones. Acompañados por un guía experimentado, los visitantes aprenden sobre la historia, la geología y las leyendas de la cueva de exhibición más grande abierta al público en Colorado.